# كارترزفيل
كارترزفيل (بالإنجليزية: Cartersville, Georgia)‏ هي مدينة تقع في مقاطعة بارتو، جورجيا بولاية جورجيا في الولايات المتحدة. تبلغ مساحة هذه المدينة 75.9 (كم²)، وترتفع عن سطح البحر م، بلغ عدد سكانها 19731 نسمة في عام 2010 حسب إحصاء مكتب تعداد الولايات المتحدة.

## أعلام
- روبن إليس جنكينز
- جو فرانك هاريس
- إدي لي ويلكنز
- كيث هندرسون
- هيدي ويست

## وصلات خارجية
- www.cityofcartersville.org
- Cities & Counties - Georgia.gov